# Wiktor Nikitowitsch Lissizki
Wiktor Nikitowitsch Lissizki (russisch Виктор Никитович Лисицкий; * 18. Oktober 1939 in Magnitogorsk, Russische SFSR; † 13. Juni 2023 in Moskau) war ein sowjetischer Turner.

## Erfolge
Wiktor Lissizki sicherte sich seine erste internationale Medaille mit Silber im Mannschaftsmehrkampf bei den Weltmeisterschaften 1962 in Prag. Er gehörte bei den Olympischen Spielen 1964 in Tokio erstmals zum sowjetischen Kader und war dort sehr erfolgreich. Im Einzelmehrkampf platzierte er sich mit 115,40 Punkten gemeinsam mit seinem Landsmann Boris Schachlin sowie dem Japaner Takashi Ono auf Rang zwei, womit er hinter Yukio Endō als einer von drei Turnern eine Silbermedaille erhielt. Er verpasste dabei an zwei Geräten die Qualifikation für das Finale: An den Ringen belegte er Rang neun und am Pauschenpferd Rang 14. Am Reck blieb er mit 19,325 Punkten als Vierter knapp außerhalb der Medaillenränge, während er am Barren mit 19,200 Punkten Fünfter wurde. Am Boden erzielte er ebenso wie Yukio Endō 19,350 Punkte und gewann hinter Franco Menichelli, der mit 19,450 Punkten Olympiasieger wurde, die Silbermedaille. Ebenso erfolgreich verlief der Finalwettkampf am Sprung. Wieder gelang es Lissizki, mit diesmal 19,325 Punkten den zweiten Platz zu belegen und hinter Haruhiro Yamashita ein weiteres Mal Silber zu gewinnen. Auch im Mannschaftsmehrkampf gewann Lissizki eine Medaille. Die sowjetische Turnriege bestehend aus Lissizki, Sergei Diomidow, Wiktor Leontjew, Juri Zapenko, Boris Schachlin und Juri Titow sicherte sich mit 575,45 Punkten hinter Japan mit 577,95 Punkten und vor der deutschen Mannschaft, die auf 565,10 Punkte kam, die Silbermedaille.
Ein Jahr nach den Spielen absolvierte Lissizki eine erfolgreiche Europameisterschaft in Antwerpen. An den Ringen, am Sprung und am Pauschenpferd wurde er Europameister und belegte außerdem im Einzelmehrkampf, am Boden und am Reck den zweiten Platz. Ähnlich erfolgreich war er bei den Europameisterschaften 1967 in Tampere. Er verteidigte seine Titel an den Ringen und am Sprung, darüber hinaus wurde er Europameister am Reck. Im Einzelmehrkampf belegte er ein weiteres Mal Rang zwei. Lissizki nahm 1968 an den Olympischen Spielen 1968 in Mexiko-Stadt teil und beendete den Einzelmehrkampf dort auf Rang 14. Für ein Finale an einem Spezialgerät konnte er sich im Gegensatz zu 1964 diesmal nicht qualifizieren. Er schloss den Wettkampf am Boden auf Rang acht, am Sprung auf Rang zehn und an den Ringen auf Rang elf ab. Am Pauschenpferd erreichte er Rang 22, am Reck Rang 25 und am Barren kam er nicht über den 41. Platz hinaus. Wesentlich besser verlief der Wettbewerb im Mannschaftsmehrkampf für Lissizki. Wie schon 1964 musste sich die sowjetische Mannschaft den Japanern geschlagen geben und gewann mit 571,10 Punkten vor der Mannschaft der DDR die Silbermedaille. Zur Mannschaft gehörten neben Lissizkki noch Sergei Diomidow, Waleri Iljinych, Waleri Karassjow, Wiktor Klimenko und Michail Woronin zur Mannschaft.
1969 gewann Lissizki bei den Europameisterschaften in Warschau am Boden die Silbermedaille und verteidigte seinen Titel am Reck. Ein Jahr darauf sicherte er sich bei den Weltmeisterschaften 1970 in Ljubljana mit Silber im Mannschaftsmehrkampf seinen letzten Medaillengewinn. Auf nationaler Ebene gewann er 15 sowjetische Titel: 1964 und 1966 im Einzelmehrkampf, 1964, 1965, 1967, 1969 und 1970 am Boden, 1965 und 1968 an den Ringen, von 1964 bis 1966 am Sprung und 1966, 1967 und 1969 am Reck. Nach seinem Karriereende arbeitete er zunächst für kurze Zeit als Turntrainer bei seinem Heimatverein ZSKA Moskau. Anschließend wurde er Professor und Leiter des Fachbereichs Sport der Chemisch-Technischen Dmitri-Mendelejew-Universität von Russland in Moskau.
Ab 2001 beschäftigte sich Lissizki auch mit Naiver Malerei, hatte etliche Einzelausstellungen und wirkte ab 2008 im Verband der Künstler Russlands. 2015 wurde er Ehrenmitglied der Russischen Kunstakademie.